# Temple évangélique de Belváros
Le temple évangélique de Belváros (en hongrois : belvárosi evangélikus templom) est un temple luthérien situé à Miskolc.